# Alexander Shorokhoff
Alexander Shorokhoff Uhrenmanufaktur es una empresa alemana que produce relojes de pulsera mecánicos de lujo con diseño artístico. La sede de la empresa se encuentra en Alzenau, Alemania. En septiembre de 2017, el fabricante celebró su 25 aniversario. Las ventas anuales ascienden a aproximadamente 1100 piezas.

## Historia
El fundador de la empresa, Alexander Shorokhov, nació en 1960 en Moscú. Durante sus estudios de ingeniería civil, también asistió a un curso de arquitectura. Formaba parte de un grupo de 20 gerentes que fueron enviados a Alemania en 1991, sobre la base de un acuerdo entre el canciller alemán Helmut Kohl y el líder soviético Mijaíl Gorbachov sobre la formación continua de jóvenes rusos en una economía de libre mercado.
En el plazo de un año, fundó una empresa de ventas para la marca de relojes rusa más importante, Poljot, con el objetivo de posibilitar la comercialización de esta marca en todos los países europeos. En 1994, inició su actividad con su primera marca de relojes propia, Poljot-International

Sin embargo, para alcanzar su objetivo de fabricar relojes de alta calidad de forma independiente, fundó la Fábrica de relojes Alexander Shorokhoff en Alzenau, Baviera, en el año 2003. Las dos letras "f" al final del nombre de la empresa deberían subrayar sus raíces rusas y su biografía.

## Diseño
Mientras que el factor de forma de los relojes es en su mayoría tradicional, sus diales son vanguardistas, aunque se inspiran en la década de 1960. Los relojes Shorokhoff utilizan el número "60" en lugar del "12" en la posición superior del dial, lo que representa los 60 minutos de la hora.
El diseño de estos relojes está inspirado en la historia cultural y artística de todo el mundo. Su carácter artístico se hace evidente con el eslogan "Arte en la muñeca".
Muchos de estos relojes se fabrican en cantidades limitadas La marca cuenta con tres colecciones;
- La colección "Heritage" está dedicada al patrimonio cultural y artístico ruso del siglo XIX. Con la creación de los modelos "Dostoievski", "Alexander Pushkin", "Tolstoi" y "Tchaikovsky", la firma rinde homenaje a estos grandes artistas. Aunque su diseño podría describirse como clásico, también se distingue por los colores y formas inusuales, los grabados tradicionales, el esqueletizado y el revestimiento de esmalte.

- La colección "Avantgarde" integra combinaciones inusuales de formas y colores.

- La colección "Vintage" se caracteriza por el uso exclusivo de movimientos "Vintage" de antigua producción rusa y suiza. Estos movimientos se renuevan y perfeccionan en un largo proceso de restauración y el grabado final.

## Premios
Además de los modelos de relojes "Miss Avantgarde" y "Babylonian I", que fueron nominados para el Premio Alemán de Diseño en 2014 y 2015, los siguientes modelos han ganado el título de "Mención Especial" del Premio Alemán de Diseño: "Barbara" (en 2016) y "Winter" (en 2017). El reloj "Camomile" resultó ganador del Premio Alemán de Diseño en 2018 por el Consejo Alemán de Diseño, mientras que el modelo "Regulator AS.R02-1" ganó el tercer premio en la categoría A en el concurso para el "Golden balance"/"Goldene Unruh" en 2017" y fue elegido por los lectores de revistas especializadas en relojes.

## Detalles de producción
Los mecanismos de los relojes se compran a conocidos fabricantes rusos y suizos con los calibres básicos Dubois Depraz, Concepto, Soprod y ETA. Los mecanismos se perfeccionan y graban a mano en la fábrica de la firma. Los tornillos también se pavonan aquí, las esferas y las cajas están cubiertas de esmalte. Está previsto que se fabriquen mecanismos propios; en estos momentos, el fabricante ya está fabricando sus módulos especiales para los reguladores y cronoreguladores. Un relojero es responsable de cada reloj. Todos los relojes se entregan con un certificado firmado a mano que incluye varios detalles sobre la desviación de los datos de funcionamiento y la amplitud, así como un certificado de origen.